# Бурунчинский сельсовет
Бурунчинский сельсовет — сельское поселение в Саракташском районе Оренбургской области Российской Федерации.
Административный центр — село Бурунча.

## История
Статус и границы сельского поселения установлены Законом Оренбургской области от 2 сентября 2004 года № 1424/211-III-ОЗ «О наделении муниципальных образований Оренбургской области статусом муниципального района, городского округа, городского поселения, установлении и изменении границ муниципальных образований»

## Население
| 2010 | 2012 | 2013 | 2014 | 2015 | 2016 | 2017 |
| ---- | ---- | ---- | ---- | ---- | ---- | ---- |
| 700  | ↘699 | ↘693 | ↘681 | ↘671 | ↘663 | ↘654 |
| 2018 | 2019 | 2020 | 2021 |      |      |      |
| ↘632 | ↘612 | ↘606 | ↘600 |      |      |      |

## Состав сельского поселения
| № | Населённый пункт | Тип населённого пункта       | Население |
| - | ---------------- | ---------------------------- | --------- |
| 1 | Бурунча          | село, административный центр | 436       |
| 2 | Новомихайловка   | село                         | 264       |

### Упразднённые населённые пункты
- Первомайский — упразднённый в 2000 году хуторх[13].